# Zach Bonner

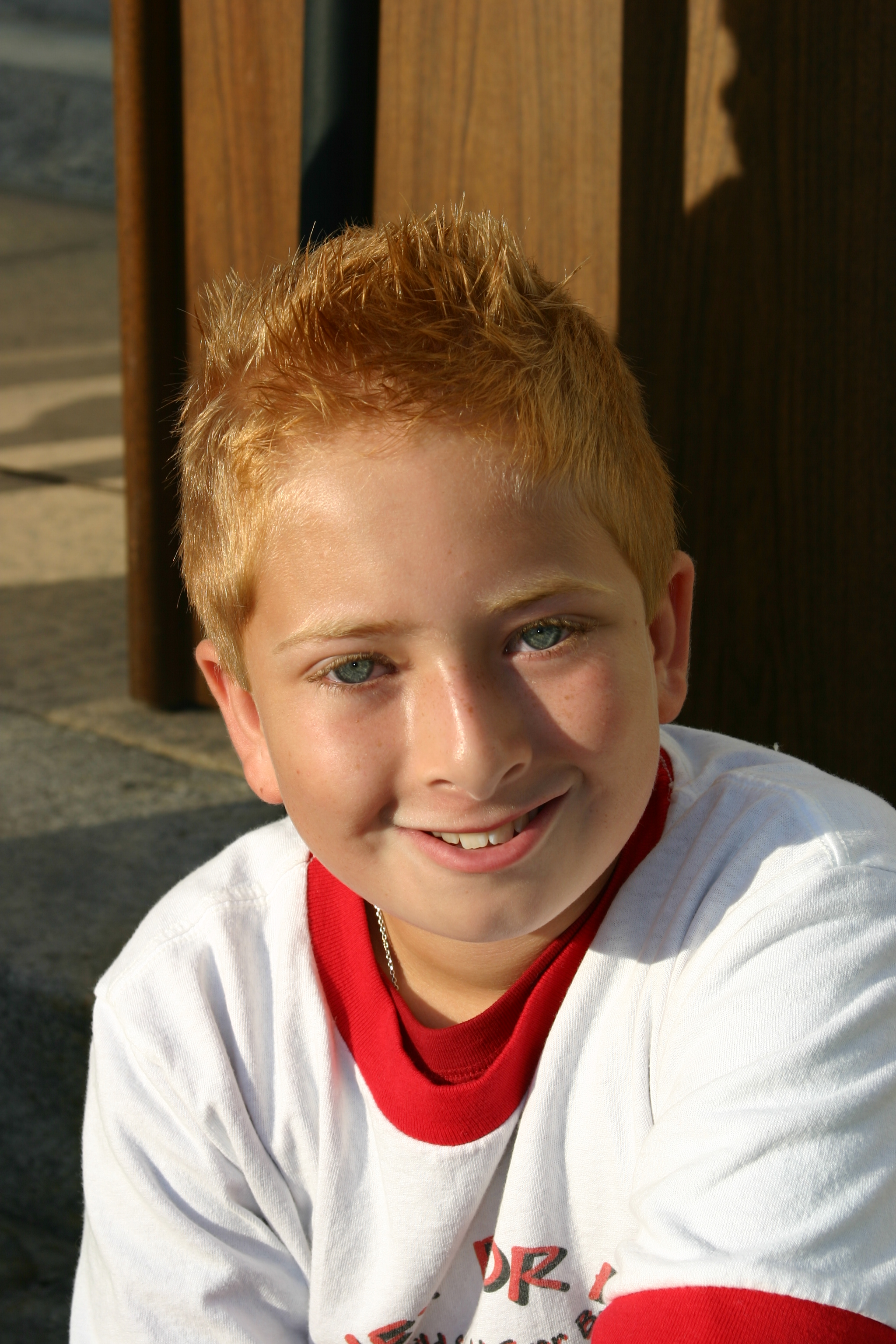
Em 2008

Zachary "Zach" L. Bonner (Searcy, Arkansas, 7 de novembro de 1997) é um filantropo americano e fundador da organização sem fins lucrativos Little Red Wagon Foundation. Bonner recebeu o Prêmio Presidential Service Award em 2006.
Quando ele tinha seis anos, ele fundou a organização para ajudar 1,3 milhões de crianças sem abrigo nos Estados Unidos. Bonner disse que, "Estas crianças não têm um lar, elas não têm um lugar seguro para dormir à noite. Elas não estão na rua porque querem, mas porque isto está fora de seu controlo."
Em 2017 Bonner, que reside na Florida, está a considerar aceder ao ensino superior.